# Корольов Євген Євгенович
Корольов Євген Євгенович (нар. 14 лютого 1988) — колишній російський і казахський (з 2010 року) тенісист.
Найвищу одиночну позицію світового рейтингу — 46 місце досяг 22 лютого 2010, парну — 113 місце — 22 березня 2010 року.
Найвищим досягненням на турнірах Великого шолома було 3 коло в одиночному розряді.
Завершив кар'єру 2017 року.

## Фінали турнірів ATP за кар'єру

### Одиночний розряд: 1 (1 поразка)
| Легенда                         |
| ------------------------------- |
| Турніри Великого шлема (0–0)    |
| Фінали Світового туру ATP (0–0) |
| Серія ATP Мастерс 1000 (0–0)    |
| Серія ATP 500 (0–0)             |
| Серія ATP 250 (0–1)             |

| Фінали за покриттям |
| ------------------- |
| Тверде (0–1)        |
| Ґрунт (0–0)         |
| Трава (0–0)         |
| Килим (0–0)         |

| Фінали за типом корту |
| --------------------- |
| Відкритий корт (0–1)  |
| Закритий корт (0–0)   |

| Результат | В-П | Дата     | Турнір          | Рівень    | Покриття | Суперник  | Рахунок  |
| --------- | --- | -------- | --------------- | --------- | -------- | --------- | -------- |
| Поразка   | 0–1 | Бер 2009 | Делрей-Біч, США | Серія 250 | Тверде   | Марді Фіш | 5–7, 3–6 |

## Фінали ATP Челленджер і ITF Ф'ючерс

### Одиночний розряд: 17 (11–6)
| Легенда              |
| -------------------- |
| ATP Челленджер (5–2) |
| ITF Ф'ючерс (6–4)    |

| Фінали за покриттям |
| ------------------- |
| Тверде (1–2)        |
| Ґрунт (7–2)         |
| Трава (0–0)         |
| Килим (3–2)         |

| Результат | В-П  | Дата     | Турнір                  | Рівень     | Покриття | Суперник                | Рахунок            |
| --------- | ---- | -------- | ----------------------- | ---------- | -------- | ----------------------- | ------------------ |
| Поразка   | 0–1  | Вер 2004 | Німеччина F15, Кемптен  | Ф'ючерс    | Ґрунт    | Адам Хадай              | 2–6, 2–6           |
| Перемога  | 1–1  | Вер 2004 | Німеччина F16, Фрідберг | Ф'ючерс    | Ґрунт    | Маріус Цай              | 6–2, 6–2           |
| Поразка   | 1–2  | Січ 2005 | Німеччина F4, Каарст    | Ф'ючерс    | Килим    | Ларс Юбель              | 4–6, 6–7(5–7)      |
| Перемога  | 2–2  | Кві 2005 | Франція F7, Анже        | Ф'ючерс    | Ґрунт    | Матьє Монкур            | 5–7, 6–3, 7–6(7–3) |
| Перемога  | 3–2  | Лип 2005 | Австрія F6, Крамзах     | Ф'ючерс    | Ґрунт    | Армін Зандбіхлер        | 7–6(7–1), 6–0      |
| Перемога  | 4–2  | Вер 2005 | Франція F13, Мюлуз      | Ф'ючерс    | Тверде   | Філіпп Гаммер           | 6–4, 6–3           |
| Перемога  | 5–2  | Лис 2005 | Аахен, Німеччина        | Челленджер | Килим    | Рамон Слюйтер           | 6–3, 7–6(9–7)      |
| Перемога  | 6–2  | Вер 2006 | Дюссельдорф, Німеччина  | Челленджер | Ґрунт    | Андреас Вінчігерра      | 7–6(7–4), 6–3      |
| Поразка   | 6–3  | Лис 2006 | Аахен, Німеччина        | Челленджер | Килим    | Райнер Шуттлер          | 3–6, 5–7           |
| Перемога  | 7–3  | Лис 2007 | Аахен, Німеччина        | Челленджер | Килим    | Андреас Бек             | 6–4, 6–4           |
| Перемога  | 8–3  | Лис 2008 | Аахен, Німеччина        | Челленджер | Килим    | Рубен Бемельманс        | 7–6(7–5), 7–6(7–3) |
| Перемога  | 9–3  | Вер 2009 | Щецин, Польща           | Челленджер | Ґрунт    | Флоран Серра            | 6–4, 6–3           |
| Поразка   | 9–4  | Чер 2011 | Мілан, Італія           | Челленджер | Ґрунт    | Альберт Рамос-Віньйолас | 4–6, 0–3 ret.      |
| Перемога  | 10–4 | Лип 2012 | Німеччина F7, Ремерберг | Ф'ючерс    | Ґрунт    | Баштіан Кніттель        | 6–2, 6–2           |
| Поразка   | 10–5 | Жов 2012 | Туреччина F41, Анталія  | Ф'ючерс    | Тверде   | Єссе Гута Ґалунґ        | 3–6, 3–6           |
| Поразка   | 10–6 | Бер 2014 | Казахстан F1, Актобе    | Ф'ючерс    | Тверде   | Олексій Ватутін         | 7–6(7–4), 4–6, 3–6 |
| Перемога  | 11–6 | Сер 2014 | Німеччина F10, Вецлар   | Ф'ючерс    | Ґрунт    | Джуліан Ленц            | 6–0, 0–6, 6–3      |

### Парний розряд: 12 (7–5)
| Легенда              |
| -------------------- |
| ATP Челленджер (3–4) |
| ITF Ф'ючерс (4–1)    |

| Фінали за покриттям |
| ------------------- |
| Тверде (2–2)        |
| Ґрунт (5–3)         |
| Трава (0–0)         |
| Килим (0–0)         |

| Результат | В-П | Дата     | Турнір                    | Рівень     | Покриття | Партнер            | Суперники                          | Рахунок                    |
| --------- | --- | -------- | ------------------------- | ---------- | -------- | ------------------ | ---------------------------------- | -------------------------- |
| Перемога  | 1–0 | Вер 2004 | Німеччина F14, Нюрнберг   | Ф'ючерс    | Ґрунт    | Алессандро Мотті   | Том Деннардт Роберт Яммер-Лур      | 7–6(7–5), 6–1              |
| Перемога  | 2–0 | Кві 2005 | Франція F6, Грасс         | Ф'ючерс    | Ґрунт    | Леслі Джозеф       | Матьє Монкур Жан-Батіст Робен      | 6–1, 6–7(3–7), 6–2         |
| Перемога  | 3–0 | Лип 2005 | Німеччина F8, Дюссельдорф | Ф'ючерс    | Ґрунт    | Домінік Коен       | Тобіас Клеменс Ральф Ґрамбов       | 3–6, 6–2, 6–0              |
| Поразка   | 3–1 | Лип 2005 | Реканаті, Італія          | Челленджер | Тверде   | Фаррух Дустов      | Урос Віко Ловро Зовко              | 6–7(2–7), 3–4 ret.         |
| Перемога  | 4–1 | Кві 2006 | Франція F7, Анже          | Ф'ючерс    | Ґрунт    | Домінік Коен       | Раміз Джунейд Джозеф Сіріанні      | 6–2, 6–4                   |
| Поразка   | 4–2 | Вер 2006 | Дюссельдорф, Німеччина    | Челленджер | Ґрунт    | Зімон Гройль       | Г'юго Армандо Томас Беренд         | 1–6, 6–4, [4–10]           |
| Перемога  | 5–2 | Жов 2006 | Гренобль, Франція         | Челленджер | Тверде   | Теймураз Габашвілі | Тома Оже Ніколя Турт               | 7–5, 6–4                   |
| Перемога  | 6–2 | Жов 2009 | Монс, Бельгія             | Челленджер | Тверде   | Денис Істомін      | Алехандро Фалья Теймураз Габашвілі | 6–7(4–7), 7–6(7–4), [11–9] |
| Поразка   | 6–3 | Бер 2011 | Рабат, Марокко            | Челленджер | Ґрунт    | Юрій Щукін         | Алессіо Ді Мауро Сімоне Ваньйоцці  | 4–6, 4–6                   |
| Перемога  | 7–3 | Чер 2013 | Марбург, Німеччина        | Челленджер | Ґрунт    | Андрій Голубєв     | Єссе Гута Ґалунґ Джордан Керр      | 6–3, 1–6, [10–6]           |
| Поразка   | 7–4 | Лют 2014 | Астана, Казахстан         | Челленджер | Тверде   | Андрій Голубєв     | Сергій Бетов Олександр Бурий       | 1–6, 4–6                   |
| Поразка   | 7–5 | Вер 2014 | Хорватія F16, Бол         | Ф'ючерс    | Ґрунт    | Сандер Гройн       | Габор Боршош Антоніо Мастреліа     | 5–7, 6–3, [6–10]           |

## Часовий графік результатів
| W | Ф | ПФ | ЧФ | #Р | КТ | К# | DNQ | A | NH |

### Одиночний розряд
| Турніри Великого шолома                |     |     |     |                  |                  |                  |                  |                  |        |      |     |
| Відкритий чемпіонат Австралії з тенісу |     | 1р  | 2р  | 2р               | 3р               | К2р              |                  | К1р              | 0 / 4  | 4–4  | 50% |
| Відкритий чемпіонат Франції з тенісу   | 2р  |     | 1р  | 1р               | 1р               | К1р              |                  |                  | 0 / 4  | 1–4  | 20% |
| Вімблдонський турнір                   |     | 1р  | 1р  | 1р               | 2р               |                  |                  | К1р              | 0 / 4  | 1–4  | 20% |
| Відкритий чемпіонат США з тенісу       | К3р | 1р  | 2р  | 1р               | 1р               |                  |                  | К1р              | 0 / 4  | 1–4  | 20% |
| В-П                                    | 1–1 | 0–3 | 2–4 | 1–4              | 3–4              | 0–0              | 0–0              | 0–0              | 0 / 16 | 7–16 | 30% |
| Тур ATP Мастерс 1000                   |     |     |     |                  |                  |                  |                  |                  |        |      |     |
| Індіан-Веллс                           |     | 3р  | 1р  | К1р              | 2р               |                  |                  |                  | 0 / 3  | 3–3  | 50% |
| Відкритий чемпіонат Маямі з тенісу     | К1р | 2р  | 1р  | К2р              | 1р               |                  |                  |                  | 0 / 3  | 1–3  | 25% |
| Монте-Карло                            | 1р  |     |     |                  | 1р               |                  |                  |                  | 0 / 2  | 0–2  | 0%  |
| Гамбург                                |     |     | К2р | Не серія Мастерс | Не серія Мастерс | Не серія Мастерс | Не серія Мастерс | Не серія Мастерс | 0 / 0  | 0–0  | –   |
| Рим                                    | К1р |     | 2р  | К2р              | 1р               |                  |                  |                  | 0 / 2  | 1–2  | 33% |
| Мадрид                                 |     |     |     | К2р              | 1р               |                  |                  |                  | 0 / 1  | 0–1  | 0%  |
| Мастерс Цинциннаті                     | К1р | К1р |     |                  |                  |                  |                  |                  | 0 / 0  | 0–0  | –   |
| В-П                                    | 0–1 | 3–2 | 1–3 | 0–0              | 1–5              | 0–0              | 0–0              | 0–0              | 0 / 11 | 5–11 | 31% |